# Futbol Club Barcelona Bàsquet 2006-2007
Questa voce raccoglie le informazioni riguardanti il Futbol Club Barcelona Bàsquet nelle competizioni ufficiali della stagione 2006-2007.

## Stagione
La stagione 2006-2007 del Futbol Club Barcelona Bàsquet è la 49ª nel massimo campionato spagnolo di pallacanestro, la Liga ACB.

## Roster
Aggiornato al 14 luglio 2018.
| Winterthur FC Barcelona 2006-07 | Winterthur FC Barcelona 2006-07 |
| Giocatori                       | Staff tecnico                   |
| ------------------------------- | ------------------------------- |

| N. | Naz.                | Ruolo | Nome                     | Anno | Alt.   | Peso   |  |
| -- | ------------------- | ----- | ------------------------ | ---- | ------ | ------ |  |
| 5  | Italia (bandiera)   | G     | Gianluca Basile          | 1975 | 192 cm | 90 kg  |  |
| 6  | Spagna (bandiera)   | AP    | Marc Fernández           | 1987 | 201 cm | 95 kg  |  |
| 8  | Spagna (bandiera)   | AG    | Jordi Trias              | 1980 | 206 cm | 105 kg |  |
| 9  | Italia (bandiera)   | C     | Denis Marconato          | 1975 | 213 cm | 110 kg |  |
| 10 | Slovenia (bandiera) | P     | Jaka Lakovič             | 1978 | 186 cm | 84 kg  |  |
| 11 | Spagna (bandiera)   | G     | Juan Carlos Navarro      | 1980 | 192 cm | 82 kg  |  |
| 12 | Spagna (bandiera)   | C     | Albert Moncasi           | 1986 | 210 cm | 100 kg |  |
| 14 | Spagna (bandiera)   | AP    | Rodrigo de la Fuente (C) | 1976 | 200 cm | 99 kg  |  |
| 17 | Spagna (bandiera)   | AC    | Fran Vázquez             | 1983 | 209 cm | 105 kg |  |
| 20 | Grecia (bandiera)   | AG    | Michalīs Kakiouzīs       | 1976 | 207 cm | 109 kg |  |
| 21 | Croazia (bandiera)  | P     | Roko Ukić                | 1984 | 196 cm | 86 kg  |  |
| 41 | Croazia (bandiera)  | C     | Mario Kasun              | 1980 | 213 cm | 117 kg |  |
| 44 | Spagna (bandiera)   | G     | Roger Grimau             | 1978 | 196 cm | 92 kg  |  |

| Allenatore                                                                                 |
| - Duško Ivanović                                                                           |
| Assistente/i                                                                               |
| - Josep Maria Berrocal - Xavi Pascual Legenda - (C) Capitano - (IN) Inattivo - Infortunato |

## Mercato

### Sessione estiva
| Acquisti | Acquisti      | Acquisti       | Acquisti   | Acquisti |
| R.a      | Nome          | da             | Modalità   |          |
| -------- | ------------- | -------------- | ---------- | -------- |
| P        | Jaka Lakovič  | Panathīnaïkos  | definitivo |          |
| P        | Roko Ukić     | Saski Baskonia | definitivo |          |
| AC       | Fran Vázquez  | Girona         | definitivo |          |
| G        | Nihad Đedović | Bosna          | definitivo |          |
| C        | Mario Kasun   | Orlando Magic  | definitivo |          |

| Cessioni | Cessioni           | Cessioni        | Cessioni       | Cessioni |
| R.       | Nome               | a               | Modalità       |          |
| -------- | ------------------ | --------------- | -------------- | -------- |
| P        | Shammond Williams  | L.A. Lakers     | fine contratto |          |
| AP       | Romain Sato        | Mens Sana Siena | fine contratto |          |
| G        | Bootsy Thornton    | Girona          | fine contratto |          |
| C        | Marc Gasol         | Girona          | fine contratto |          |
| P        | Víctor Sada        | Girona          | fine contratto |          |
| AC       | Gregor Fučka       | Girona          | fine contratto |          |
| P        | Miloš Vujanić      | Panathīnaïkos   | fine contratto |          |
| C        | Iōannīs Mpourousīs | Olympiakos      | fine contratto |          |
| G        | Nihad Đedović      | Bosna           | prestito       |          |
| C        | Xavi Rey           | Cornellà        | prestito       |          |